# Форе л'Абе
Форе л'Абе (на френски: Forest-l'Abbaye) е село в департамента Сом, регион Пикардия, разположено в Северната част на Франция.

## География
Селцето е разположено на 12 км северно от Абвил, на 18 км от Сома Бей и на гърба на гората Креси-ан-Понтио.
Намира се в близост до стария път RN1 (настоящ път е RD 1001) и е лесно достъпен за излизане от селото чрез пътния възел A16.

## История
Селото е било обслужвано първоначално от една второстепенна жп линия създадена през 1892 и използвана до 1951 г. Става въпрос за Железниците на департамента Сом, който експлоатираха две линии, а именно линията Абвил – Домпиер-сюр-Оти, която се свързваше при селото с линията от Нойел до Форе л'Абе.

## Управление
Настоящ кмет на селцето от 2008 г. е Даниел Валет. Предишен кмет е бил Алберт Левьор избран през 2001 до изтичането на мандата му през 2008 г.

## Население
През 2006 г. селцето наброява 317 жители.
| 1962 | 1968 | 1975 | 1982 | 1990 | 1999 | 2006 |
| --- | ---- | ---- | ---- | ---- | ---- | ---- |
| 340 | 356  | 322  | 290  | 307  | 306  | 317  |
| От 1962 г.: Хора без размножаване – жители на няколко общини, например студенти или военен персонал са били отчитани само по веднъж. |      |      |      |      |      |      |